# جیم استووال
جیم استووال (انگلیسی: Jim Stovall؛ زادهٔ ۳ اوت ۱۹۵۸) نویسنده اهل ایالات متحده آمریکا است که بیشتر به‌خاطر رمان پرفروشش «هدیه نهایی» (به انگلیسی: Ultimate Gift) شناخته می‌شود. بر اساس این کتاب فیلم هدیه نهایی، توزیع‌شده توسط فاکس قرن بیستم، ساخته شده‌است. هدیه نهایی دارای یک پیش‌درآمد به نام زندگی نهایی (به انگلیسی: The Ultimate Life) و دنباله‌ای به نام میراث نهایی (به انگلیسی: The Ultimate Legacy) است.
استووال نابینا است و مدافع حقوق نابینایان است. او به عنوان رئیس شبکه تلویزیونی روایت، که جوایز مختلفی از جمله جایزهٔ اِمی، جایزه دسترسی به رسانه، و جایزه بین‌المللی فیلم و ویدیو را دریافت کرده‌است، برای دسترسی هرچه بیشتر نابینایان به تلویزیون و فیلم تلاش می‌کند.
او به عنوان بشردوستانه بین‌المللی سال (به انگلیسی: International Humanitarian of the Year) انتخاب شد و به همراه جیمی کارتر، نانسی ریگان و مادر ترزا به دریافت‌کنندگان این افتخار پیوست.
او همچنین دکترای افتخاری حقوق را از دانشگاه اورال رابرتز برای کارش با افراد معلول دریافت کرده‌است.
مالکوم استیون «استیو» فوربز، جونیر، رئیس و مدیرعامل مجله فوربز، دربارهٔ او گفته‌است: «جیم استووال یکی از خارق‌العاده‌ترین مردان عصر ماست.»